# Clotilde Gaillard
Pour les articles homonymes, voir Gaillard.
Clotilde Gaillard, née le 31 août 1907 et morte le 3 mai 2008, est une résistante française originaire de La Clayette en Saône-et-Loire. 
En 2007, elle reçoit le titre de Juste parmi les nations.

## Jeunesse
Elle grandit auprès de sa mère Marie-Aimée dans la religion catholique.
Durant la Seconde Guerre mondiale, elle est vice-présidente de la Croix-Rouge du canton de La Clayette. 

## Seconde Guerre mondiale

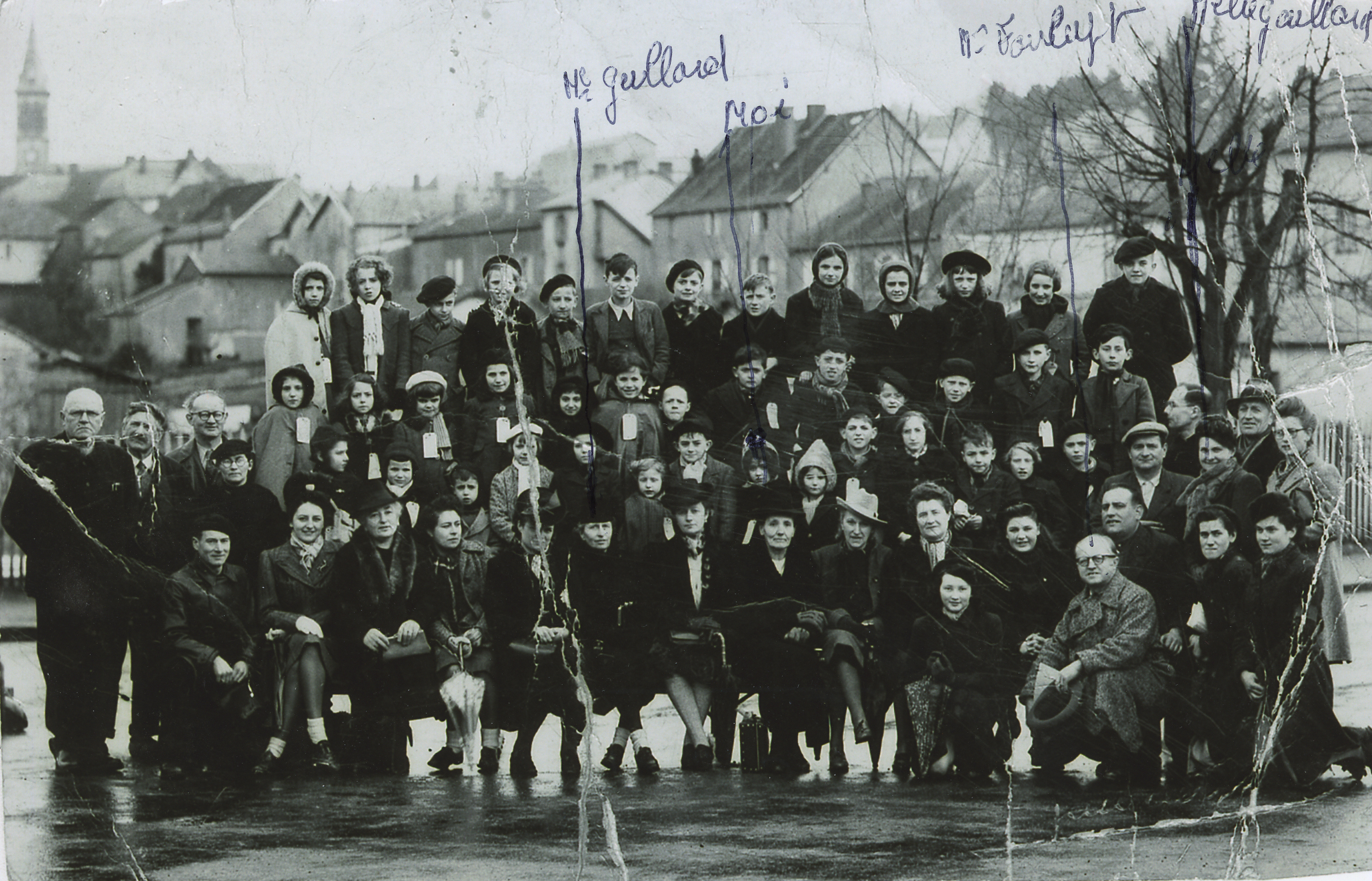
Clotilde Gaillard (deuxième rang, à droite) à La Clayette en février 1942, quelques mois avant l'invasion allemande de la zone libre.

En France, le gouvernement de Vichy du maréchal Pétain, issu de la défaite de juin 1940, a mis en place un statut discriminatoire des Juifs dès octobre 1940.
Alors que les conditions de vie deviennent très difficiles en 1942 et que la chasse aux juifs s'intensifie, Rébecca Hakim, âgée de sept ans, quitte Lyon pour La Clayette avec un groupe d'enfants de prisonniers. La jeune fille, de confession juive, est confiée à Clotilde et Marie-Aimée Gaillard à la demande d'Alfred-Jacques Fonlupt, maire de La Clayette.
Rébecca Hakim est scolarisée à l'école libre et fréquente l'église de La Clayette pour ne pas éveiller les soupçons sur sa judaïté. Elle se présente comme une fille de prisonnier d'origine lyonnaise mise à l'abri à la campagne.
Clotilde Gaillard se considère comme sa « deuxième maman » et tient à ce que Rébecca ne soit pas complètement séparée des siens. Elle prendra le risque de l'emmener régulièrement rendre visite à sa mère Zafira restée à Lyon.
En 1945, Rébecca retourne vivre avec sa mère, ses frères et sœurs ainsi que son père Isaac, prisonnier de guerre rapatrié.

## Hommages
Le 30 juillet 2007, l'institut Yad Vashem de Jérusalem décerne à Clotilde Gaillard le titre de Juste parmi les nations, conjointement avec sa mère Marie-Aimée Gaillard (1883-1970) qui reçoit la distinction à titre posthume.
Avant cette date, la distinction civile avait été décernée à 30 personnes en Saône-et-Loire (sur 3 946 en France). 
La cérémonie de remise de médaille a lieu le 14 novembre 2007 à La Clayette en présence des ayants droit de Clotilde Gaillard, du maire Hugues Godard et de son conseil municipal, de Daniel Halevy-Goetsche, ministre-conseiller à l'Information auprès de l'ambassade d'Israël, et d'Annie Karo, déléguée du Comité français pour Yad Vashem.

Cette reconnaissance est remise sous la forme d'un diplôme et d'une médaille en étain, illustrée par une phrase issue du Talmud : 

« Quiconque sauve une vie sauve l'Univers tout entier. »

Les noms des Justes sont gravés sur un mur qui leur est consacré à Yad Vashem.
En 2023, la municipalité de La Clayette nomme un square aux noms de Marie-Aimée et Clotilde Gaillard,.